# تيري باتلر
تيري باتلر (بالإنجليزية: Terry Butler)‏ (و. 1967  م) هو عازف بيس، وموسيقي أمريكي، ولد في تامبا، فلوريدا، يستخدم آلات غيتار البيس.

## وصلات خارجية
- تيري باتلر على موقع IMDb (الإنجليزية)
- تيري باتلر على موقع ميوزك برينز (الإنجليزية)
- تيري باتلر على موقع ديسكوغز (الإنجليزية)

- تيري باتلر في قاعدة بيانات الأفلام على الإنترنت